# 日本開発銀行法
日本開発銀行法（にっぽんかいはつぎんこうほう、昭和26年3月31日法律第108号）は、かつての日本の法律である。
日本開発銀行の根拠法であり、本法律の制定により復興金融金庫法は廃止されるとともに、復興金融金庫は解散し日本開発銀行が設立された。
この法律は、日本政策投資銀行法（平成11年6月11日法律第73号）制定により廃止された。

## 構成
- 第1章　総則
- 第2章　役員及び職員
- 第3章　業務
- 第4章　会計
- 第5章　監督
- 第6章　補則
- 第7章　罰則
- 附則